# Australasian Championships 1921
Gli Australasian Championships 1921 (conosciuto oggi come Australian Open) sono stati la 14ª edizione degli Australasian Championships e quarta prova stagionale dello Slam per il 1921. Si è disputato dal 26 al 31 dicembre 1921 sui campi in erba del Kitchener Park di Perth in Australia. 
Il singolare maschile è stato vinto dall'australiano Rhys Gemmell, che si è imposto sul connazionale Alf Hedeman in tre set. Nel doppio maschile si è imposta la coppia formata da Scott Eaton e Rhys Gemmell.
Non si sono giocati i tornei femminili e il doppio misto che saranno introdotti nel 1922.

## Risultati

### Singolare maschile
Rhys Gemmell ha battuto in finale  Alf Hedeman con il punteggio di 7–5, 6–1, 6–4.

### Doppio maschile
Scott Eaton /  Rhys Gemmell hanno battuto in finale  N. Brearley /  Edward Stokes con il punteggio di 7–5, 6–3, 6–3.